# Gånghesters kyrka
Gånghesters kyrka är en kyrkobyggnad i tätorten Gånghester i Borås kommun. Den tillhör Toarps församling i Skara stift.

## Kyrkobyggnaden
Kyrkan byggdes 1957 av tegel efter ritningar av arkitekt Nils Sörensen som ett församlingshem med kyrksal. Den invigdes i augusti samma år av biskop Sven Danell. Byggnaden har traditionell plan, oputsade tegelväggar och skiffertak med en takryttare. Församlingshemmet är vidbyggt i vinkel. Interiören har till stor del lös inredning och en vikvägg mot församlingssalen.
En fristående klockstapel av trä uppfördes 1965 efter ritningar av arkitekt Adolf Niklasson.

## Inventarier
- Predikstolen har en traditionell utformning med en vitmålad femkantig korg som står på en hög, likformig sockel.
- Nuvarande dopfunt tillkom omkring 1990 när man överfört den gamla till Mikaelskapellet vid Toarps kyrka.
- Huvudinstrumentet är en digitalorgel.